# El Globo (revista de Buru Lan)
El Globo fue una revista de historietas publicada mensualmente en España por Buru Lan Ediciones desde marzo de 1973 hasta noviembre de 1974, con un total de 21 números, cuyo directores fueron José de Aramburu y José María Mendiola Insausti. Precedió al llamado boom del cómic adulto en España, y costaba 50 pesetas, luego 75, de entonces. 

## Contenido
Ya en el editorial del primer número, firmado por Mafalda, se vinculaba a las nuevas revistas italianas (Linus, Eureka e Il Mago) y francesas (Giff-Wiff, Charlie Mensuel).
| Números | Fecha | Título              | Autoría                       | Procedencia |
| ------- | ----- | ------------------- | ----------------------------- | ----------- |
| 1       |       | Mafalda             | Quino                         |             |
| 1-3     |       | El Eternauta        | H. Oesterheld/Alberto Breccia |             |
| 1,      |       | Deporte Oski        | Oski                          |             |
| 1,      |       | Li'l Abner          | Al Capp                       |             |
| 1,      |       | Humor Mordillo      | Mordillo                      |             |
| 1,      |       | The Spirit          | Will Eisner                   |             |
| 3       |       | Bonnie & Clide      | Guido Crepax                  |             |
| 3       |       | B. C.               | Johnny Hart                   |             |
| 4       |       | Dick Tracy          | Chester Gould                 |             |
| 5       |       | Corto Maltese       | Hugo Pratt                    |             |
| 6, 9,   |       | Kerry Drake         | Alfred Andriola               |             |
| 7       |       | Tiffany Jones       | Pat Tourret                   |             |
| 11      |       | La astronave pirata | Guido Crepax                  |             |
| 12      |       | Pogo                | Walt Kelly                    |             |
| 13      |       | El Golem            | Dino Battaglia                |             |